# Rhoipteleaceae
Famille
Classification APG II (2003)
Classification APG III (2009)
La famille des Rhoiptéléacées est une famille de plantes dicotylédones qui comprend une espèce, Rhoiptelea chiliantha.
Ce sont des arbres à feuilles composées, alternes, caduques, à glandes résineuses, à inflorescences axillaires présentant des fleurs hermaphrodites au centre et des fleurs femelles sur le pourtour ; ils sont originaires des régions subtropicales à tropicales du sud de la Chine et du Vietnam.

## Étymologie
Le nom vient du genre Rhoiptelea, qui dérive du latin rhoïcus, « appartenant à un sumac (Rhus) », et du grec ancien πτελεα / ptelea, « orme (Ulmus)  ».

## Classification
La classification phylogénétique APG (1998) situe cette famille dans l'ordre des Fagales.
En classification phylogénétique APG II (2003), cette famille est optionnelle: cette espèce peut aussi être incluse dans les Juglandacées.
En classification phylogénétique APG III (2009) cette famille est invalide ; cette espèce est incorporée dans la famille Juglandaceae.

## Liste des genres
Selon Angiosperm Phylogeny Website (19 mai 2010) et DELTA Angio (19 mai 2010) :
- genre Rhoiptelea Diels & Hand.-Mazz.